# Velika nagrada Malezije 2003
Velika nagrada Malezije 2003 je bila druga dirka Svetovnega prvenstva Formule 1 v sezoni 2003. Odvijala se je 23. marca 2003.

## Rezultati

### Kvalifikacije
| Poz | Št | Dirkač                | Konstruktor      | 1. del    | 2. del   | Zaostanek |
| --- | -- | --------------------- | ---------------- | --------- | -------- | --------- |
| 1   | 8  | Fernando Alonso       | Renault          | 1:36,693  | 1:37,044 |           |
| 2   | 7  | Jarno Trulli          | Renault          | 1:36,301  | 1:37,217 |           |
| 3   | 1  | Michael Schumacher    | Ferrari          | 1:34,980  | 1:37,393 |           |
| 4   | 5  | David Coulthard       | McLaren-Mercedes | 1:36,297  | 1:37,454 |           |
| 5   | 2  | Rubens Barrichello    | Ferrari          | 1:35,681  | 1:37,579 |           |
| 6   | 9  | Nick Heidfeld         | Sauber-Petronas  | 1:36,407  | 1:37,766 |           |
| 7   | 6  | Kimi Räikkönen        | McLaren-Mercedes | 1:36,038  | 1:37,858 |           |
| 8   | 3  | Juan Pablo Montoya    | Williams-BMW     | 1:35,939  | 1:37,974 |           |
| 9   | 17 | Jenson Button         | BAR-Honda        | 1:36,632  | 1:38,073 |           |
| 10  | 20 | Olivier Panis         | Toyota           | 1:36,995  | 1:38,094 |           |
| 11  | 21 | Cristiano da Matta    | Toyota           | 1:36,706  | 1:38,097 |           |
| 12  | 16 | Jacques Villeneuve    | BAR-Honda        | 1:37,585  | 1:38,289 |           |
| 13  | 16 | Heinz-Harald Frentzen | Sauber-Petronas  | 1:36,615  | 1:38,291 |           |
| 14  | 11 | Giancarlo Fisichella  | Jordan-Ford      | 1:36,759  | 1:38,416 |           |
| 15  | 15 | Antônio Pizzonia      | Jaguar-Cosworth  | brez časa | 1:38,516 |           |
| 16  | 14 | Mark Webber           | Jaguar-Cosworth  | 1:37,669  | 1:38,624 |           |
| 17  | 4  | Ralf Schumacher       | Williams-BMW     | 1:36,805  | 1:38,789 |           |
| 18  | 19 | Jos Verstappen        | Minardi-Cosworth | 1:38,904  | 1:40,417 |           |
| 19  | 18 | Justin Wilson         | Minardi-Cosworth | 1:39,354  | 1:40,599 |           |
| 20  | 12 | Ralph Firman          | Jordan-Ford      | 1:38,240  | 1:40,910 |           |

### Dirka
| Poz | Št | Dirkač                | Konstruktor      | Krogi | Čas/Odstop     | Št. m. | Toč |
| --- | -- | --------------------- | ---------------- | ----- | -------------- | ------ | --- |
| 1   | 6  | Kimi Räikkönen        | McLaren-Mercedes | 56    | 1:32:22,195    | 7      | 10  |
| 2   | 2  | Rubens Barrichello    | Ferrari          | 56    | + 39,286 s     | 5      | 8   |
| 3   | 8  | Fernando Alonso       | Renault          | 56    | + 1:04,007     | 1      | 6   |
| 4   | 4  | Ralf Schumacher       | Williams-BMW     | 56    | + 1:28,026     | 17     | 5   |
| 5   | 7  | Jarno Trulli          | Renault          | 55    | +1 krog        | 2      | 4   |
| 6   | 1  | Michael Schumacher    | Ferrari          | 55    | +1 krog        | 3      | 3   |
| 7   | 17 | Jenson Button         | BAR-Honda        | 55    | +1 krog        | 9      | 2   |
| 8   | 9  | Nick Heidfeld         | Sauber-Petronas  | 55    | +1 krog        | 6      | 1   |
| 9   | 10 | Heinz-Harald Frentzen | Sauber-Petronas  | 55    | +1 krog        | 13     |     |
| 10  | 12 | Ralph Firman          | Jordan-Ford      | 55    | +1 krog        | 20     |     |
| 11  | 21 | Cristiano da Matta    | Toyota           | 55    | +1 krog        | 11     |     |
| 12  | 3  | Juan Pablo Montoya    | Williams-BMW     | 53    | +3 krogi       | 8      |     |
| 13  | 19 | Jos Verstappen        | Minardi-Cosworth | 52    | +4 krogi       | 18     |     |
| Ods | 15 | Antônio Pizzonia      | Jaguar-Cosworth  | 42    | Zavrten        | 15     |     |
| Ods | 18 | Justin Wilson         | Minardi-Cosworth | 41    | Okvara         | 19     |     |
| Ods | 14 | Mark Webber           | Jaguar-Cosworth  | 35    | Motor          | 16     |     |
| Ods | 20 | Olivier Panis         | Toyota           | 12    | Pritisk goriva | 10     |     |
| Ods | 5  | David Coulthard       | McLaren-Mercedes | 2     | El. sistem     | 4      |     |
| Ods | 11 | Giancarlo Fisichella  | Jordan-Ford      | 0     | El. sistem     | 14     |     |
| Ods | 16 | Jacques Villeneuve    | BAR-Honda        | 0     | El. sistem     | 12     |     |